# Rodulfo Amando Philippi Bañados
Rodulfo Amando Philippi Bañados (25 de mayo de 1905 - 31 de julio de 1969) fue un ornitólogo chileno.

## Biografía
Hijo de Otto Philippi y nieto del naturalista alemán Rodolfo Amando Philippi (1808-1904). Autor del libro Las aves de Chile: Su conocimiento y sus costumbres junto a J. D. Goodall y Alfredo William Johnson de 1957.
Médico de profesión, en 1938 es designado director de la sección de aves del Museo Nacional de Historia Natural de Chile, cumpliendo hasta el año 1966 su labor, la cual fue abandonada por problemas de salud.
Miembro de Deutsche Ornithologische Gesellschaft y la Sociedad Chilena de Historia Natural, de la cual fue presidente.
En 1962 fue elegido como parte del comité del Congreso Ornitológico Internacional en Ithaca.
Según Alfred W. Johnson, Philippi Bañados debería ser considerado como uno de los mejores ornitólogos que Chile ha producido durante el siglo XX.

## Contribuciones
Philippi publicó cerca de 70 artículos dedicados a temas ornitológicos pero el más importante fue el trabajo en 2 volúmenes de Las aves de Chile: Su conocimiento y sus costumbres, llevado a cabo conjuntamente con J.D. Goodall y A.W. Johnson, que se inició en 1942 y terminó en 1951, y seguido por dos suplementos publicados en 1957 y 1964.

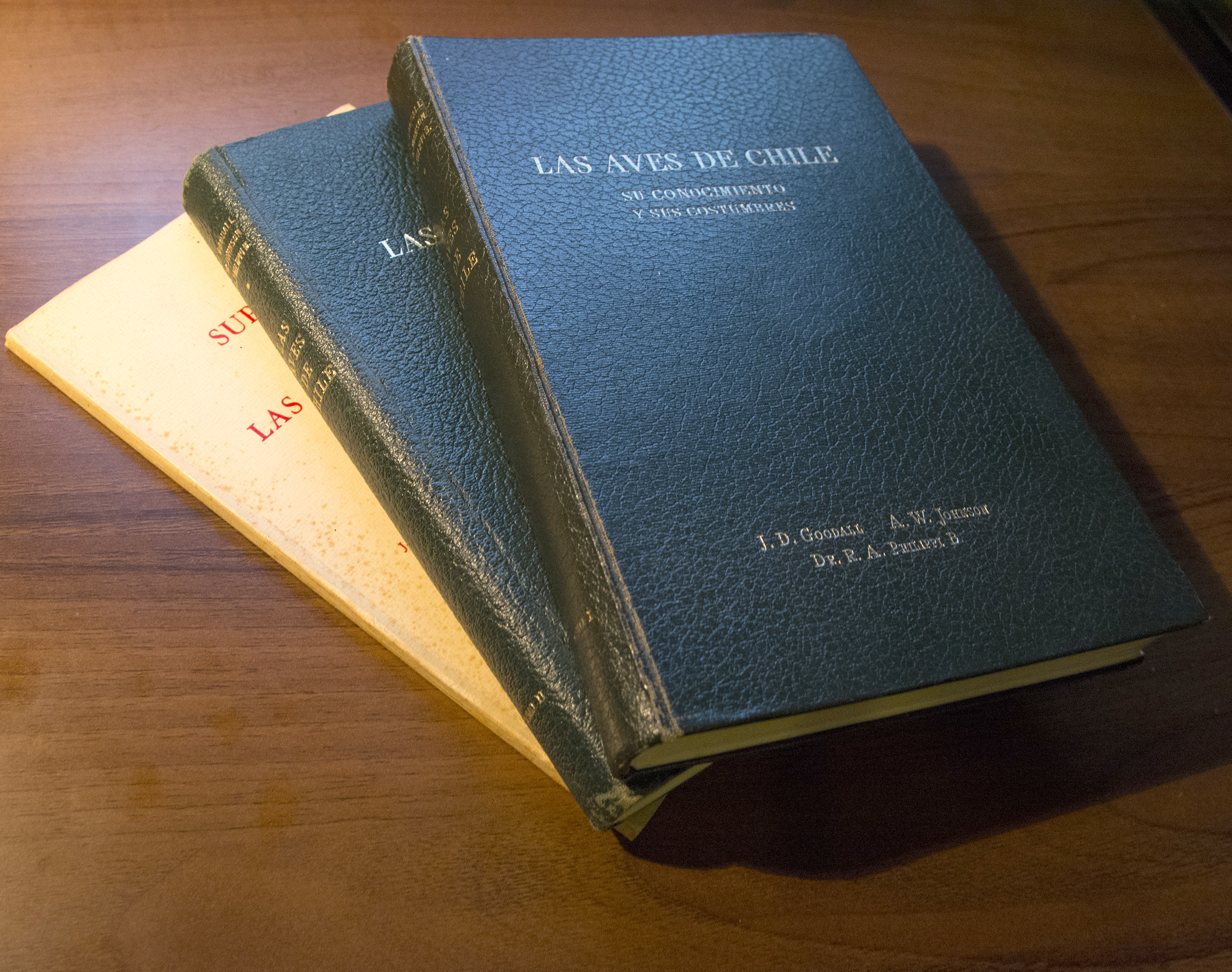
Las Aves de Chile de A.W. Johnson, J.D. Goodall y R.A. Philippi B.

Este trabajo estimuló el interés en el estudio de las aves en Chile, y el reconocimiento de Philippi en círculos internacionales tales como el Fellows of the American Ornithologists’ Union y la Asociación Ornitológica del Plata.

### Otras obras
- Catálogo de las aves chilenas con su distribución geográfica (1964).
- Philippi, R.A. 1939. Contribución al conocimiento de la ornitología de la provincia de Aysén (Chile). Revista Chilena Historia Natural 42: 4 – 20. 1939.
- Philippi, R. A. 1964. Catálogo de las aves de Chile con su distribución geográfica. Inv. Zool. Chilenas 11: 1 – 179.[9][10]
- Philippi, R.A., A.W. Johnson, J.D. Goodall & F. Behn 1956. Notas sobre aves de Magallanes y Tierra del Fuego. Boletín MuseoHistoria Natural (Santiago) (segunda parte) XXVI: 1 – 57.
- Philippi B, R. A. 1942. La verdadera situación sistemática de los Accipitridae descritos por R. A. Philippi. Revalidación definitiva de Buteo ventralis Gould. Hornero 008 (02): 179-189.
- Philippi B., R. A. 1936. Aves de Arica y alrededores (extremo norte de Chile). El Hornero 6: 225-239.
- Philippi B., R. A. 1937. Lista anotada de las aves de la colección Frobeen existentes en el Museo Nacional de Santiago. Bol. Mus. Nac. Chile 16: 37-65.
- Philippi B., R. A 1963. El Dr. Rodulfo A. Philippi en la ornitología chilena. Noticiario Mens. Mus. Nac. Hist. Nat. Santiago 7 (No.82): 1-3.
- Philippi B., R. A., Iohnson, A. W., & I. D. Goodall. 1944. Expedición ornitológica al norte de Chile. Bol. Mus. Nac. Hist. Nat. Chile 22: 65-120.
- Philippi B., R. A., Iohnson, A. W, Goodall, I. D., & F. Behn. 1954a. Notas sobre aves de Magallanes y Tierra del Fuego. Bol. Mus. Nac. Hist. Nat. Chile 26: 1-63.
- Philippi B., R. A., Iohnson, A. W., Goodall, I. D., & F. Behn. 1954b. Distribución geográfica de los cormoranes de párpados azules Phalacrocorax albiventer y Phalacrocorax atriceps. Rev. Chil. Hist. Nat. 54: 155-162.